# Nanorhathymus acutiventris
Nanorhathymus acutiventris är en biart som först beskrevs av Heinrich Friese 1906.  Nanorhathymus acutiventris ingår i släktet Nanorhathymus och familjen långtungebin. Inga underarter finns listade i Catalogue of Life.